# The clubhits
The clubhits is een medley van Stars on 45 uit 1997. Het is de opvolger van Stars on '89 die rond acht jaar eerder uitkwam. De single kende niet meer het succes dat Jaap Eggermont eerder had met zijn Stars on 45-project. 
De cd bevat twee tracks met ongeveer dezelfde samenstelling, met een duur van respectievelijk 4:34 en 6:42 minuten. De productie kwam van Tom Peters en het arrangement van Hans Aalbers en John van de Ven.

## Samenstelling
| Volgorde    | Lied                                          | duur |
| ----------- | --------------------------------------------- | ---- |
| a           | Theme stars on 45 "The stars will never stop" | 0:22 |
| b           | Dance across the floor                        | 0:26 |
| c           | I'm every woman                               | 0:28 |
| d           | Soul man                                      | 0:31 |
| e           | Hot shot                                      | 0:16 |
| f           | Celebration                                   | 0:30 |
| g           | Last night a d.j. saved my live               | 0:20 |
| h           | Le freak                                      | 0:16 |
| i           | Let's all chant                               | 0:25 |
| j           | Do it any way you wanna                       | 0:13 |
| k           | That's the way (I like it)                    | 0:24 |
| l           | Theme stars on 45 "The stars will never stop" | 0:23 |
| Totale duur |                                               | 4:34 |

## Hitnoteringen
De single stond drie weken in de Tipparade en bereikte de Nederlandse Top 40 niet. Wel stond het drie weken in de Mega Top 100:
| Mega Top 100: 22-11 t/m 06-12-1997 | Mega Top 100: 22-11 t/m 06-12-1997 | Mega Top 100: 22-11 t/m 06-12-1997 | Mega Top 100: 22-11 t/m 06-12-1997 | Mega Top 100: 22-11 t/m 06-12-1997 |
| Week:                              | 1                                  | 2                                  | 3                                  |                                    |
| ---------------------------------- | ---------------------------------- | ---------------------------------- | ---------------------------------- | ---------------------------------- |
| Positie:                           | 95                                 | 82                                 | 87                                 | uit                                |